# Nghiệp
Nghiệp, nghiệp chướng, nghiệp báo, quả báo hay báo ứng (tiếng Phạn: कर्म, IPA: [ˈkərmə] ⓘ, tiếng Pali: kamma) là  một khái niệm về hoạt động, hành động hay công việc và tác động hay hệ quả của nó. Trong các tôn giáo Ấn Độ, nó đề cập đến nguyên lý tâm linh trong tôn giáo khi các ý định và hành động của một cá nhân có thể ảnh hưởng cá nhân đó trong tương lai.
Các ý định tốt và hành vi tốt sẽ tạo ra nghiệp tốt và hạnh phúc trong tương lai, trái lại ý định xấu và hành vi xấu mang lại nghiệp xấu và sự đau khổ trong tương lai.
Karma được liên kết gần với ý niệm đầu thai trong nhiều tôn giáo châu Á. Với các nguồn gốc từ Ấn Độ cổ đại, nghiệp là khái niệm chủ chốt trong Ấn Độ giáo, Phật giáo, Jaina giáo, Sikh giáo, và Đạo giáo.

## Khái niệm tương tự

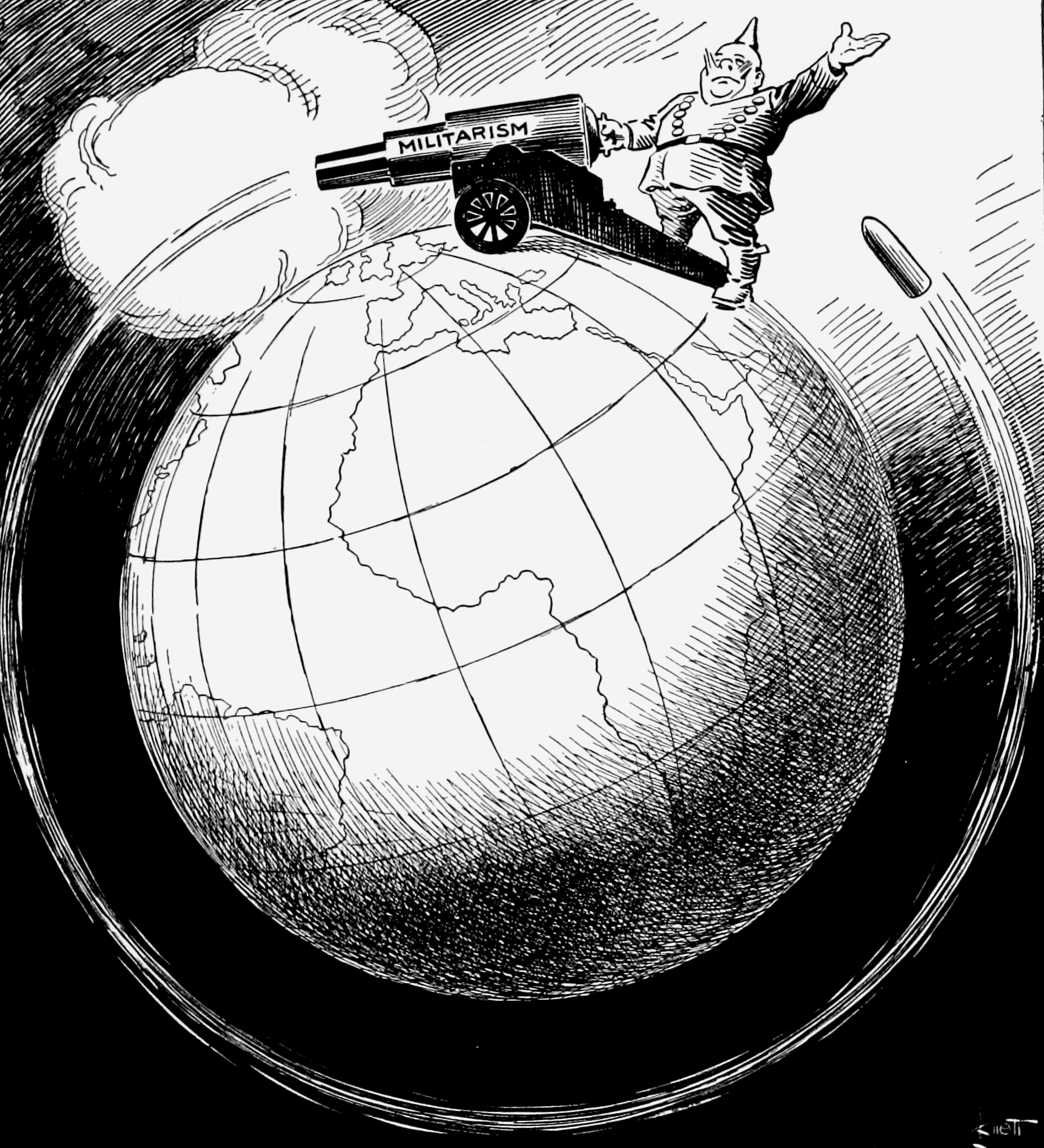
It Shoots Further Than He Dreams bởi John F. Knott vào tháng 3 năm 1918.

Trong văn hóa phương Tây, chịu ảnh hưởng của Thiên chúa giáo, cũng có một khái niệm tương tự như nghiệp, được biểu lộ trong cụm từ "what goes around comes around" - một hành động tốt hay xấu của một người, thường có hệ quả lên chính người đó.